# ALKBH5
ALKBH5 (англ. AlkB homolog 5, RNA demethylase) – білок, який кодується однойменним геном, розташованим у людей на короткому плечі 17-ї хромосоми. Довжина поліпептидного ланцюга білка становить 394 амінокислот, а молекулярна маса — 44 256.
| 10         |  | 20         |  | 30         |  | 40         |  | 50         |
| ---------- |  | ---------- |  | ---------- |  | ---------- |  | ---------- |
| MAAASGYTDL |  | REKLKSMTSR |  | DNYKAGSREA |  | AAAAAAAVAA |  | AAAAAAAAEP |
| YPVSGAKRKY |  | QEDSDPERSD |  | YEEQQLQKEE |  | EARKVKSGIR |  | QMRLFSQDEC |
| AKIEARIDEV |  | VSRAEKGLYN |  | EHTVDRAPLR |  | NKYFFGEGYT |  | YGAQLQKRGP |
| GQERLYPPGD |  | VDEIPEWVHQ |  | LVIQKLVEHR |  | VIPEGFVNSA |  | VINDYQPGGC |
| IVSHVDPIHI |  | FERPIVSVSF |  | FSDSALCFGC |  | KFQFKPIRVS |  | EPVLSLPVRR |
| GSVTVLSGYA |  | ADEITHCIRP |  | QDIKERRAVI |  | ILRKTRLDAP |  | RLETKSLSSS |
| VLPPSYASDR |  | LSGNNRDPAL |  | KPKRSHRKAD |  | PDAAHRPRIL |  | EMDKEENRRS |
| VLLPTHRRRG |  | SFSSENYWRK |  | SYESSEDCSE |  | AAGSPARKVK |  | MRRH       |

A: Аланін

C: Цистеїн

D: Аспарагінова кислота

E: Глутамінова кислота

F: Фенілаланін

G: Гліцин

H: Гістидин

I: Ізолейцин

K: Лізин

L: Лейцин

M: Метіонін

N: Аспарагін

P: Пролін

Q: Глутамін

R: Аргінін

S: Серин

T: Треонін

V: Валін

W: Триптофан

Кодований геном білок за функціями належить до оксидоредуктаз, фосфопротеїнів. 
Задіяний у таких біологічних процесах, як диференціація клітин, сперматогенез, ацетилювання, альтернативний сплайсинг. 
Білок має сайт для зв'язування з іонами металів, іоном заліза. 
Локалізований у ядрі.